# Judith Barrett
Judith Barrett (2 de febrer de 1909 – 10 de març de 2000), també coneguda com Nancy Dover, fou una actriu estatunidenca de la dècada del 1920 a la del 1940.

## Vida primerenca
Nascuda com a Lucille Kelley i criada a Venus (Texas), una de tres fills i filla d'un granger de bestiar. Barrett va fer diverses aparicions al The Palace Theatre, Dallas mentre encara era a escola. Va fer de model en uns grans magatzems.

## Carrera
Als setze anys, va agafar un tren cap a Hollywood. La seva primera gran oportunitat va arribar quan va participar el 1928 a la pel·lícula The Sock Exchange, al costat de Bobby Vernon. El 1929 va protagonitzar cinc pel·lícules i va fer una transició exitosa a les "pel·lícules parlades". De 1928 a 1933 el seu nom artístic va ser "Nancy Dover", i de 1930 a 1933 va aparèixer en nou pel·lícules, totes acreditades.
El 1933, només va aparèixer en una pel·lícula, Marriage Humor, al costat de Harry Langdon i Vernon Dent, mentre feia treballs escènics. No tindria un altre paper fins al 1936, quan va protagonitzar el drama criminal Yellowstone al costat de Henry Hunter, i al costat de Ralph Morgan i Alan Hale. Va ser la primera pel·lícula amb el nom de "Judith Barrett". Va aparèixer en dues pel·lícules aquell any i cinc el 1937, una de les quals va ser el seu primer paper sense acreditar.
De 1938 a 1940, Barrett va aparèixer en deu pel·lícules, totes acreditades, inclosa Road to Singapore, la primera pel·lícula "de carretera" de l'equip de Bing Crosby i Bob Hope. Barrett es va retirar de l'actuació cinematogràfica després de la seva aparició a la comèdia de 1940 Those Were the Days!, protagonitzada per William Holden i Bonita Granville.
Coneguda per la seva bellesa, l'edició del Sol de Baltimore del 16 d'octubre de 1939 va dir: "Judith Barret, actriu rossa i guapa, és la primera noia telegènica en ser gravada. En altres paraules, és el tipus perfecte de bellesa per la televisió...". El Salt Lake Tribune va assenyalar que Barrett va ser "seleccionada després de mesos de proves exhaustives per experts de televisió, enginyers de so, fotògrafs i especialistes en maquillatge". Paramount Pictures va seguir la selecció presentant-la a la seva pel·lícula, Television Spy (1939).

## Vida personal
Finalment es va establir a Palm Desert, Califòrnia, on va morir el 10 de març del 2000.

## Filmografia
| Any  | Títol                        | Personatge                   | Notes                        |
| ---- | ---------------------------- | ---------------------------- | ---------------------------- |
| 1928 | The Sock Exchange            | June                         | Acreditada com a Nancy Dover |
| 1929 | Talons feliços               |                              | Acreditada com a Nancy Dover |
| 1929 | Escàndol                     | Janet                        | Acreditada com a Nancy Dover |
| 1929 | La faldilla Tímida           | Nancy, la mossa              | Acreditada com a Nancy Dover |
| 1929 | Dinamita                     | Good Mixer                   | Acreditada com a Nancy Dover |
| 1929 | Idil·li De Luxe              |                              | Acreditada com a Nancy Dover |
| 1930 | The Head Guy                 | Nancy                        | Acreditada com a Nancy Dover |
| 1930 | Oh Estimat                   |                              | Acreditada com a Nancy Dover |
| 1930 | The fighting Parson          | The Brunette Dance Hall Girl | Acreditada com a Nancy Dover |
| 1930 | The Big Kick                 | La noia d'en Harry           | Acreditada com a Nancy Dover |
| 1930 | The Thoroughbred             | Colleen Riley                | Acreditada com a Nancy Dover |
| 1931 | Cimarron                     | Donna Cravat                 | Acreditada com a Nancy Dover |
| 1931 | Big Business Girl            | Sarah Ellen                  | Acreditada com a Nancy Dover |
| 1931 | Hollywood Halfbacks          | Kay                          | Acreditada com a Nancy Dover |
| 1933 | Humor de matrimoni           |                              | Acreditada com a Nancy Dover |
| 1936 | Yellowstone                  | Ruth Foster                  |                              |
| 1936 | Hostessa de vol              | Helen Brooks                 |                              |
| 1937 | The Good Old Soak            | Ina Heath                    |                              |
| 1937 | Let Them Live                | Rita Johnson                 |                              |
| 1937 | Armored Car                  | Ella Logan                   |                              |
| 1937 | Vogues De 1938               | Model                        | No-acreditada                |
| 1937 | Behind the Mike              | Jane Arledge                 |                              |
| 1938 | Trànsit il·legal             | Marie Arden                  |                              |
| 1939 | Persons in Hiding            | Blase Blonde                 |                              |
| 1939 | Sóc de Missouri              | Lola Pike                    |                              |
| 1939 | The Gracie Allen Murder Case | Dixie Del Marr               |                              |
| 1939 | Espia televisiu              | Gwen Lawson                  |                              |
| 1939 | Disputed Passage             | Winifred Bane                |                              |
| 1939 | The Great Victor Herbert     | Marie Clark                  |                              |
| 1940 | Carretera a Singapur         | Gloria Wycott                |                              |
| 1940 | Dones Sense Noms             | Peggy Atenes                 |                              |
| 1940 | Aquells Eren els Dies!       | Mirabel Allstairs            | Últim paper                  |